# Mary Hesse
Mary Brenda Hesse (Reigate, 15 de octubre de 1924 – 2 de octubre de 2016) fue una filósofa de la ciencia inglesa, profesora emérita de Filosofía de la Ciencia en la Universidad de Cambridge, conocida por su trabajo sobre la relevancia de las analogías y los modelos en la ciencia. Su libro Models and Analogies of Science (1963/66) está considerado un trabajo fundamental en el campo de la ciencia y se sitúa entre los más influyentes del siglo XX.

## Trayectoria
Nacida en Surrey, en Inglaterra, Hesse estudió en el Imperial College London, donde consiguió su doctorado en 1948. Más tarde, obtuvo su título de posgrado en Ciencia en 1949 por el University College London.
Después de graduarse, Hesse empezó su carrera académica como profesora de Matemáticas en la Universidad de Leeds. De 1955 a 1959 enseñó Filosofía de la Ciencia e Historia en la Universidad de Londres. En 1960, se matriculó en el Wolfson College, en Cambridge, donde desde 1975 hasta su jubilación en 1990 fue profesora de Filosofía de Ciencia. Entre sus doctorandos se encuentra el doctor de Filosofía de 1994 Paul Cilliers.
A lo largo de los años, Hesse fue también profesora visitante en varias universidades europeas y estadounidenses. Fue elegida como colaboradora de la Academia Británica y en 1979 seleccionada como presidenta de la Philosophy of Science Association (PSA).

## Obra
La obra de Hesse se centra en la interpretación filosófica de la lógica y los métodos científicos, así como en los principios de las ciencias naturales y sociales. Hesse planteó una metodología científica basada en una perspectiva de modelización analógica. Distingue entre modelos formales y materiales, así como entre propiedades analógicas positivas, negativas y neutras.

### Modelos y analogías en ciencia
Su obra Models and Analogies in Science es una introducción ampliamente citada y accesible del tema. Hesse argumenta, contra Duhem, que los modelos y las analogías son esenciales para entender la práctica científica en general y los avances científicos en particular, especialmente para entender cómo se extiende el ámbito de una teoría científica y cómo las teorías generan predicciones genuinas. Como ejemplo, destaca el famoso modelo de la pelota de billar de la teoría dinámica de gases y modelos de luz basados en analogías del sonido y ondas del agua. 
Hesse pensaba que, para ayudarnos a comprender un nuevo sistema o fenómeno, habitualmente crearíamos un modelo analógico que comparase este nuevo sistema o fenómeno con uno más familiar. En su libro, Hesse hace la distinción entre tres tipos distintos de analogías dentro de los modelos científicos: 
- analogías positivas,
- analogías negativas, y
- analogías neutras.

Las analogías positivas son aquellas que se definen por ser compartidas por ambos sistemas, las analogías negativas se definen por estar presentes en un sistema pero ausentes en el otro, y las analogías neutras son aquellas cuyo estatus como analogías positivas o negativas es incierto en el presente. 
Las analogías neutras son, con diferencia, las más interesantes de los tres tipos de analogías, pues sugieren formas de comprobar los límites de nuestros modelos, marcando el camino para el progreso científico. A finales del siglo XIX, por ejemplo, la idea de que las ondas de la luz tienen un medio físico llamado éter habría sido mejor planteada como una analogía neutral con el agua o las ondas del sonido. Finalmente, debido a un resultado nulo de los experimentos de Michelson–Morley y de Trouton–Noble, así como de otros ensayos similares, esta analogía se aceptó como negativa (ahora se acepta que la luz no necesita un medio físico de propagación, a diferencia del agua y de las ondas del sonido). El descubrimiento de esta analogía negativa llevó a más avances, incluyendo la unificación de la teoría electromagnética con ópticas, y la creación final de  nuevos modelos más informativos de la naturaleza de la luz.

## Publicaciones
Una selección de sus libros:
- 1954. Science and the Human Imagination: Aspects of the History and Logic of Physical Science; Londres, Inglaterra: SCM Press.
- 1961. Forces and Fields: A Study of Action at a Distance in the History of Physics; Londres, Inglaterra: Thomas Nelson and Sons.
- 1963. Models and Analogies in Science; Londres, Inglaterra: Sheed and Ward.
- 1966. Models and Analogies in Science, revised ed.; Notre Dame, Indiana: Notre Dame University Press.
- 1974. The Structure of Scientific Inference; London, England: Macmillan, and Berkeley, California: University of California Press.
- 1980. Revolutions and Reconstructions in the Philosophy of Science; Brighton, Inglaterra: The Harvester Press, and Bloomington, Indiana: Indiana University Press.
- 1986. Michael A. Arbib and Mary B. Hesse, The Construction of Reality; Cambridge, Inglaterra: Cambridge University Press.